# مارتن شيختر
مارتن شيختر (ولد في 14 مارس 1915 في بترسهاغن؛ وتوفي في 19 أغسطس 2007 في باد بيرمونت) كان ضابطًا ألمانيًا مرشحًا في الرايخسفير وضابطًا في الفيرماخت، ورائدًا بالنهاية في سلاح الجو اللوفتفافه وانضم إلى فرقة المظليين الأولى في 1 يناير 1939. حصل على وسام الفارس الصليبي الحديدي خلال الحرب العالمية الثانية.